# Фалуде

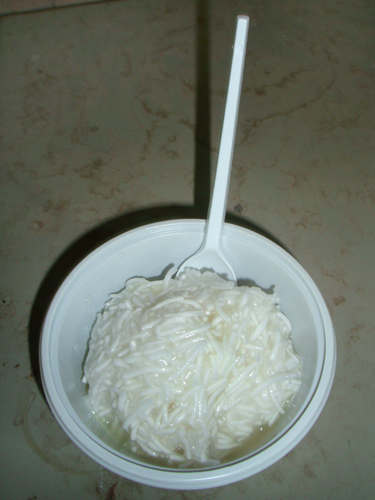
Традиційний ширазький десерт — фалуде

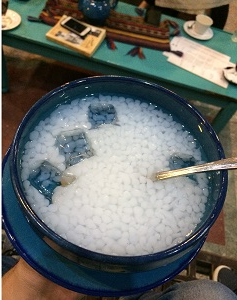
Фалуде з Керману

Фалуде́ (перс. فالوده) — традиційний іранський десерт, що має вигляд заморожених з трояндовою водою, лаймовим соком, а також іноді з меленими фісташками ниток з харчового крохмалю. Походить з Ширазу.
Фалуде — один з перших відомих зразків морозива, з'явився в V століття до н. е. Лід для виготовлення фалуде привозився з гір і зберігався в древніх прообразах холодильника — якчалах, особливих глиняних вежах, обладнаних бадгірами («вітроловами»).
Поширений також в Індії та Пакистані, де існує у вигляді напою і називається фалуда.